# Rejon Cchinwali
Rejon Cchinwali (gruz. ცხინვალის რაიონი; oset. Цхинвалы район; ros. Цхинвальский район, Cchinwalski rajon) – jednostka terytorialna w Osetii Południowej. Ośrodkiem administracyjnym jest miasto Cchinwali, które w skład rejonu nie wchodzi. Nazwę rejonu trzeba odróżniać od wyrazu region Cchinwali (albo: region cchinwalski), którego używa się w Gruzji na określenie obszaru „Osetia Południowa”.